# Quenoche
Quenoche är en kommun i departementet Haute-Saône i regionen Bourgogne-Franche-Comté i östra Frankrike. Kommunen ligger i kantonen Rioz som tillhör arrondissementet Vesoul. År 2022 hade Quenoche 241 invånare.

## Befolkningsutveckling
Antalet invånare i kommunen Quenoche
| Referens: INSEE |